# Mis V0862
 Mis V0862 är en eruptiv variabel av RCB-typ (RCB) i stjärnbilden Skytten.
Stjärnan har magnitud +11,17 och når i förmörkelsefasen ner under +18,07.  Variabeln upptäcktes av de japanska astronomerna Seiichi Yoshida och Ken-ichi Kadota.